# 大阪府済生会新泉南病院
大阪府済生会新泉南病院（おおさかふさいせいかいしんせんなんびょういん）は、大阪府泉南市にある民間病院。泉南医療福祉センターの中核病院である。同一建物内に特別養護老人ホームのなでしこりんくうと老人保健施設のライフポート泉南がある。

## 沿革
- 2002年（平成14年）4月 - 開院。

## 診療科
（この節の出典）
- 内科
- 外科
- 整形外科
- 婦人科
- リハビリテーション科
- 放射線科
- 循環器内科

## 医療機関の指定・認定
（下表の出典）
| 保険医療機関                 | 労災保険指定病院                               |
| 生活保護法指定病院           | 原子爆弾被害者一般疾病医療取扱病院             |
| 無料低額診療事業実施医療機関 | 身体障害者福祉法指定医の配置されている医療機関 |
| 在宅療養支援病院             |                                                |

## 交通アクセス
- 南海本線「樽井駅」より徒歩約15分[2]
- JR阪和線「和泉砂川駅」からタクシーで約10分[2]
- JR阪和線「和泉砂川駅」・南海本線「樽井駅」より南海ウイングバス乗車、「イオンモールりんくう泉南」停留所より徒歩約3分[2]
- 泉南市コミュニティバス「さわやかバス」岡田A回り／岡田B回り 「済生会新泉南病院」停留所下車[2]